# Marius Antonescu

a Compétitions nationales et continentales officielles uniquement.

b Matchs officiels uniquement.
Dernière mise à jour le 03 mai 2022.
Marius Antonescu, né le 9 août 1992 à Mangalia (Roumanie), est un joueur international roumain de rugby à XV qui évolue au poste de deuxième ligne.

## Biographie
Natif de Mangalia, il grandit à Brăila. Il pratique plusieurs sports jeunes, et ne débute le rugby qu'à 18 ans, jouant un match avec son lycée. Il s'y fait remarquer par le club de la ville voisine, le LPS Focșani,. Après un an, il est signé par le Dinamo Bucarest.
Au Dinamo, il dispose de peu de temps de jeu. Il entre en conflit avec son club, et souhaite partir pour rejoindre le RCJ Farul Constanța. Il ne se présente pas à un entraînement, et son club le suspend deux ans le 5 février 2013. Quelques semaines plus tard, le club lève sa suspension pour qu'il puisse disputer un match de championnat. L'année suivante, il rejoint finalement le CSM Bucarest.
L'été, il devient international, jouant avec l'équipe de Roumanie lors de la Coupe des nations 2014. Dans la foulée, il part en France, rejoignant le Stado Tarbes en Pro D2. Après une première saison où il obtient un peu de temps de jeu (dix matchs disputés, dont deux en tant que titulaire), il participe à la Coupe des nations 2015. Dans un premier sorti du groupe roumain qui se prépare à la coupe du monde 2015, il est finalement appelé en dernière minute, après être revenu à Tarbes. Il joue un match en mondial, face à l'Italie.
Avec Tarbes, il connaît la relégation en Fédérale 1. Lors de cette saison 2017, il joue trois matchs en tant que titulaire avec la Roumanie, qui remporte le championnat d'Europe. Après une saison en Fédérale 1 avec le club, il arrive en fin de contrat. Il décide de ne pas prolonger, et suit l'entraîneur des avants de Tarbes, Marc Dantin, qui rejoint Colomiers rugby. Il signe un contrat de deux ans avec le club columérin.
Pendant ces deux saisons à Colomiers, il obtient un temps de jeu conséquent. Titularisé à 19 reprises, il dispute 35 rencontres au total sous le maillot columérin. Mais après ces deux saisons, il rejoint l'US bressane en Fédérale 1, signant un contrat d'un an, avec une option pour une saison complémentaire. Après une première saison où il inscrit son premier essai en club, il prolonge et dispute avec Bourg-en-Bresse le nouveau championnat Nationale, qu'il remporte. Il retrouve ainsi la Pro D2 l'année suivante. Cependant l'aventure va tourner court en deuxième division puisque son club ne parvient pas à se maintenir et se voit reléguer. Ainsi, Marius Antonescu dispute sa dernière saison sous le maillot violet lors de la saison 2022-2023 de Nationale avant d'être annoncé partant du côté du CO Berre XV en Fédérale 1.
Cependant, l'international roumain ne s'engage pas dans ce club et continue finalement sa carrière en professionnel du côté du RC Narbonne où il signe en août 2023. Très performant avec son nouveau club et enchaînant les feuilles de match, il est prolongé en mars 2024 pour deux saisons avec une supplémentaire en option.

## Palmarès
- Coupe des nations de rugby à XV 2015, 2016
- Championnat d'Europe des nations 2017
- Championnat de France de Nationale 2021

## Statistiques

### En sélection
| Année | Compétition       | Matchs | Points | Essais | Transf. | Drops | Pénal. |
| ----- | ----------------- | ------ | ------ | ------ | ------- | ----- | ------ |
| 2014  | Coupe des nations | 1      | -      | -      | -       | -     | -      |
| 2014  | Test              | 1      | -      | -      | -       | -     | -      |
| 2015  | CEN D1 2014-2016  | 3      | -      | -      | -       | -     | -      |
| 2015  | Coupe des nations | 3      | -      | -      | -       | -     | -      |
| 2015  | Test              | 1      | -      | -      | -       | -     | -      |
| 2015  | Coupe du monde    | 1      | -      | -      | -       | -     | -      |
| 2016  | CEN D1 2014-2016  | 4      | -      | -      | -       | -     | -      |
| 2016  | Coupe des nations | 3      | -      | -      | -       | -     | -      |
| 2016  | Test              | 2      | -      | -      | -       | -     | -      |
| 2017  | REC               | 3      | -      | -      | -       | -     | -      |
| 2017  | Test              | 3      | -      | -      | -       | -     | -      |
| 2018  | REC               | 3      | -      | -      | -       | -     | -      |
| 2018  | Test              | 1      | -      | -      | -       | -     | -      |
| 2019  | REC               | 5      | -      | -      | -       | -     | -      |
| 2019  | Test              | 2      | -      | -      | -       | -     | -      |
| 2021  | REC               | 4      | 5      | 1      | -       | -     | -      |
| 2021  | Test              | 2      | -      | -      | -       | -     | -      |
| 2022  | REC               | 3      | -      | -      | -       | -     | -      |
| Total | Total             | 45     | 5      | 1      | -       | -     | -      |

| Essai | Adversaire | Lieu                          | Compétition | Date        | Résultat | Score |
| ----- | ---------- | ----------------------------- | ----------- | ----------- | -------- | ----- |
| 1     | Russie     | Stade olympique Ficht, Sotchi | REC 2021    | 6 mars 2021 | Défaite  | 18-13 |